# Aphelandra dunlapiana
Aphelandra dunlapiana là một loài thực vật có hoa trong họ Ô rô. Loài này được Standl. & L.O.Williams mô tả khoa học đầu tiên năm 1950.